# Primera División Uruguaya 1974
Il campionato era formato da dodici squadre e il Peñarol vinse il titolo.

## Classifica finale
| Pos. | Squadra              | G  | V  | N  | P  | GF | GS | Punti |
| ---- | -------------------- | -- | -- | -- | -- | -- | -- | ----- |
| 1    | Peñarol              | 22 | 16 | 4  | 2  | 51 | 21 | 36    |
| 2    | Nacional             | 22 | 14 | 3  | 5  | 45 | 25 | 31    |
| 3    | Liverpool            | 22 | 14 | 3  | 5  | 47 | 29 | 31    |
| 4    | Bella Vista          | 22 | 7  | 10 | 5  | 31 | 30 | 24    |
| 5    | Defensor             | 22 | 5  | 11 | 6  | 23 | 26 | 21    |
| 6    | Danubio              | 22 | 7  | 6  | 9  | 32 | 32 | 20    |
| 7    | Montevideo Wanderers | 22 | 5  | 8  | 9  | 21 | 25 | 18    |
| 8    | Fénix                | 22 | 5  | 8  | 9  | 20 | 30 | 18    |
| 9    | Huracán Buceo        | 22 | 5  | 7  | 10 | 27 | 39 | 17    |
| 10   | Rentistas            | 22 | 4  | 9  | 9  | 25 | 40 | 17    |
| 11   | River Plate          | 22 | 3  | 10 | 9  | 15 | 29 | 16    |
| 12   | Cerro                | 22 | 5  | 5  | 12 | 30 | 41 | 15    |

G = Partite giocate; V = Vittorie; N = Nulle/Pareggi; P = Perse; GF = Goal fatti; GS = Goal subiti; 

## Classifica marcatori
| Gol |  |  | Giocatore       | Squadra |
| --- |  |  | --------------- | ------- |
| 27  |  |  | Fernando Morena | Peñarol |